# Streptocarpus micranthus
Streptocarpus micranthus är en tvåhjärtbladig växtart som beskrevs av Charles Baron Clarke. Streptocarpus micranthus ingår i släktet Streptocarpus och familjen Gesneriaceae. Inga underarter finns listade i Catalogue of Life.